# Kelurahan Panggung (administrativ by i Indonesien, lat -6,86, long 109,15)
Kelurahan Panggung är en administrativ by i Indonesien.   Den ligger i provinsen Jawa Tengah, i den västra delen av landet, 260 km öster om huvudstaden Jakarta.